# Juan Simón
Juan Ernesto Simón (* 2. März 1960 in Rosario) ist ein ehemaliger argentinischer Fußballspieler, der unter anderem auch in Frankreich aktiv war und mit der Nationalmannschaft seines Heimatlandes 1990 Vize-Weltmeister wurde.

## Karriere

### Vereinskarriere
Juan Simón begann mit dem Fußballspielen bei dem Verein Newell’s Old Boys in seiner Heimatstadt Rosario. Bei dem Verein war Simón, der auf der Position eines Abwehrspielers agierte, in sieben Jahren bis 1983 tätig. Mit den Newell’s Old Boys, wo er unter anderem zusammen spielte mit anderen argentinischen Fußballgrößen der damaligen Zeit wie etwa Sergio Omar Almirón, Santiago Santamaría oder Américo Gallego, gewann Simón trotz der guten damaligen Mannschaft keinen Meistertitel. 1983 verließ er nach 211 Ligaspielen und einem Tor seinen Heimatverein und ging nach Frankreich zum AS Monaco. Auch hier gelangen keine großen Erfolge, einzig der Sieg im französischen Pokal in der Saison 1984/85, als im Endspiel Paris Saint-Germain besiegt wurde, ist erwähnenswert. Insgesamt machte Juan Simón 73 Spiele für die Monegassen, ehe er 1987 zu Racing Straßburg wechselte. Hier konnte er sich durchsetzen und kam zu insgesamt neunundfünfzig Einsätzen und zwei Toren innerhalb von zwei Jahren. Dennoch verließ Juan Simón Straßburg im Jahre 1988. Er kehrte nun nach Argentinien zurück und unterschrieb einen Kontrakt bei den Boca Juniors, mit denen er endlich auch richtig erfolgreich war. 1989 gewann man zunächst sowohl die Recopa Sudamericana als auch die Supercopa Sudamericana, 1992 die Copa Master de Supercopa und 1993 die Copa de Oro Nicolás Leoz. Zudem war Simón mit den Boca Juniors auch im Ligabetrieb erfolgreich. In der Apertura 1992 gewann man die argentinische Meisterschaft durch einen ersten Platz in der Tabelle mit vier Punkten Vorsprung auf CA River Plate. In der darauffolgenden Clausura landete man aber nur auf dem siebten Platz, während CA Vélez Sársfield Meister wurde. Auch in den nächsten Jahren kam für Juan Simón kein weiterer Meistertitel mit den Boca Juniors hinzu. Er beendete seine Laufbahn im Jahre 1994 im Alter von 34 Jahren, nachdem er für die Boca Juniors in sieben Jahren 168 Ligaspiele, allerdings ohne einzigen Torerfolg, bestritten hatte.

### Nationalmannschaft
Die Nationalmannschaftskarriere von Juan Simón begann im Juniorenbereich. Er gehörte zur argentinischen Mannschaft, die bei der Junioren-Fußballweltmeisterschaft 1979 und dort zu überzeugen wusste. Unter der Leitung von Trainerlegende César Luis Menotti und mit späteren Weltstars wie Diego Maradona, Ramón Díaz oder Gabriel Calderón im Team erreichte die argentinische Auswahl das Endspiel, wo man im Olympiastadion von Tokio auf die Sowjetunion traf. Vor 52.000 Zuschauern drehte Argentinien den zwischenzeitlichen Rückstand mit drei Toren und sicherte sich durch einen 3:1-Sieg den Juniorenweltmeistertitel. Juan Simón wurde in jedem Turnierspiel eingesetzt, ihm gelang sogar ein Tor. Insgesamt spielte er elf Mal für Argentiniens Juniorenauswahlteam.
Gleich im ersten Jahr nach der Juniorenweltmeisterschaft erlebte Juan Simón seinen ersten Einsatz in der richtigen Nationalmannschaft. Er konnte Menotti aber nicht überzeugen und wurde nicht für die Fußball-Weltmeisterschaft 1982 in Spanien nominiert. Nach dem Rücktritt Menottis nach der Weltmeisterschaft fand Simón zunächst auch bei dessen Nachfolger Carlos Bilardo wenig Beachtung, auch die Fußball-Weltmeisterschaft 1986 in Mexiko, wo Argentinien zum zweiten Mal Weltmeister wurde, verpasste er. Erst vier Jahre später, beim Weltchampionat 1990 in Italien, stand er im Kader Argentiniens. Als Stammspieler mit Spielzeit über die vollen neunzig Minuten in jedem Turnierspiel war er wesentlicher Bestandteil der argentinischen Mannschaft, die am 8. Juli 1990 in der Neuauflage des Endspiels von 1986 auf Deutschland traf. Im Gegensatz zu 1986 stellte Argentinien aber diesmal die unterlegene Mannschaft, Deutschland siegte durch ein Elfmetertor von Andreas Brehme in der 85. Minute mit 1:0 und wurde zum dritten Mal Fußball-Weltmeister.

## Erfolge
- Juniorenweltmeister: 1× (1979)

- Argentinische Meisterschaft: 1× (Apertura 1992)

- Recopa Sudamericana: 1× (1989)

- Supercopa Sudamericana: 1× (1989)

- Vize-Weltmeister

1990 mit Argentinien
- Copa Master de Supercopa: 1× (1992)

- Copa de Oro Nicolás Leoz: 1× (1993)

- Französischer Pokal: 1× (1985)